# Daniel Oss
Daniel Oss (* 13. Januar 1987 in Trient) ist ein ehemaliger italienischer Radrennfahrer.

## Sportliche Karriere
Als Junior war Daniel Oss vor allem im Bahnradsport erfolgreich. 2004 wurde er italienischer Juniorenmeister in der Einer- und Mannschaftsverfolgung.  Bei der Europameisterschaft der Junioren gewann er die Bronzemedaille im Teamsprint. Auf der Straße wurde er im selben Jahr italienischer Vizemeister im Einzelzeitfahren der Juniorenklasse.
Nachdem Oss 2008 bei den italienischen Zeitfahrmeisterschaften der U23-Klasse Achter wurde, unterschrieb er für das Jahr seinen ersten Vertrag bei einem internationalen Radsportteam, dem italienischen ProTeam Liquigas. Sein erster großer Erfolg gelang ihm beim Giro del Veneto 2010, den er vor seinem Teamkollegen Peter Sagan gewann, der ihm als einziger nach einer Attacke 1500 vor dem Ziel folgen konnte. In den Jahren 2014 und 2015 wurde Oss mit dem BMC Racing Team Weltmeister im Mannschaftszeitfahren. 2018 kam Oss zum Team Bora-hansgrohe, wo er häufig im Sprintzug von Peter Sagan eingesetzt wurde. Nach dessen Wechsel zu TotalEnergies folgte ihm auch Oss.
Insgesamt nahm Oss 17 mal an einer Grand Tour teil, wo er vorrangig Helferaufgaben übernahm. Beim Giro d’Italia 2013 erreichte er als beste Tagesplatzierung einen zweiten Rang. Auf einer Kopfsteinpflassterpassage der 5. Etappe der Tour de France 2022 erlitt Oss  nach einer Kollision mit einem Zuschauer einen Halswirbelbruch und konnte zur nächsten Etappe nicht mehr antreten.
Nach dem Karriereende von Peter Sagan beendete auch Oss nach der Saison 2023 im Alter von 36 Jahren seine Karriere als Radrennfahrer.

## Erfolge
2004
- Italienischer Junioren-Meister – Einerverfolgung

2010
- Giro del Veneto

2011
- eine Etappe USA Pro Challenge

2014
- Mannschaftszeitfahren Giro del Trentino
- Weltmeister – Mannschaftszeitfahren

2015
- Mannschaftszeitfahren Critérium du Dauphiné
- Mannschaftszeitfahren Tour de France
- Weltmeister – Mannschaftszeitfahren

2016
- Mannschaftszeitfahren Tirreno–Adriatico
- Mannschaftszeitfahren Eneco Tour
- Weltmeisterschaft – Mannschaftszeitfahren

2017
- Mannschaftszeitfahren Tirreno–Adriatico
- Mannschaftszeitfahren Vuelta a España
- Weltmeisterschaft – Mannschaftszeitfahren
- Bergwertung Tour of Guangxi

## Grand-Tour-Platzierungen
| Grand Tour            | 2010 | 2011 | 2012 | 2013 | 2014 | 2015 | 2016 | 2017 | 2018 | 2019 | 2020 | 2021 | 2022 | 2023 |
| --------------------- | ---- | ---- | ---- | ---- | ---- | ---- | ---- | ---- | ---- | ---- | ---- | ---- | ---- | ---- |
| Giro d’ItaliaGiro     | –    | –    | –    | 140  | 103  | –    | 111  | –    | –    | –    | –    | 112  | –    | –    |
| Tour de FranceTour    | 124  | 100  | 105  | –    | 69   | 97   | 97   | –    | 112  | 89   | 105  | 115  | DNF  | 88   |
| Vuelta a EspañaVuelta | –    | –    | –    | –    | –    | –    | –    | DNF  | –    | –    | –    | –    | –    | –    |